# Сенфорд (Вірджинія)
Сенфорд (англ. Sanford) — переписна місцевість (CDP) в США, в окрузі Аккомак штату Вірджинія. Населення — 168 осіб (2020).

## Географія
Сенфорд розташований за координатами 37°55′59″ пн. ш. 75°39′33″ зх. д. / 37.93306° пн. ш. 75.65917° зх. д. (37.933174, -75.659277).  За даними Бюро перепису населення США в 2010 році переписна місцевість мала площу 7,49 км², з яких 7,43 км² — суходіл та 0,05 км² — водойми.

## Демографія
Згідно з переписом 2010 року, у переписній місцевості мешкало 212 осіб у 97 домогосподарствах у складі 61 родини. Густота населення становила 28 осіб/км².  Було 127 помешкань (17/км²).
Расовий склад населення:
| - 85,4 % — білих - 9,9 % — чорних або афроамериканців - 0,5 % — азіатів - 3,8 % — осіб інших рас |

До двох чи більше рас належало 0,5 %. Частка іспаномовних становила 3,8 % від усіх жителів.
За віковим діапазоном населення розподілялося таким чином: 19,3 % — особи молодші 18 років, 58,5 % — особи у віці 18—64 років, 22,2 % — особи у віці 65 років та старші. Медіана віку мешканця становила 49,7 року. На 100 осіб жіночої статі у переписній місцевості припадало 89,3 чоловіка;  на 100 жінок у віці від 18 років та старших — 94,3 чоловіка також старших 18 років.
Середній дохід на одне домашнє господарство  становив 54 631 долар США (медіана — 53 214), а середній дохід на одну сім'ю — 62 927 доларів (медіана — 65 481). За межею бідності перебувало 4,7 % осіб, у тому числі 0,0 % дітей у віці до 18 років та 100,0 % осіб у віці 65 років та старших.
Цивільне працевлаштоване населення становило 94 особи. Основні галузі зайнятості: науковці, спеціалісти, менеджери — 29,8 %, виробництво — 29,8 %, роздрібна торгівля — 27,7 %.